# Graffiti de Goulston Street

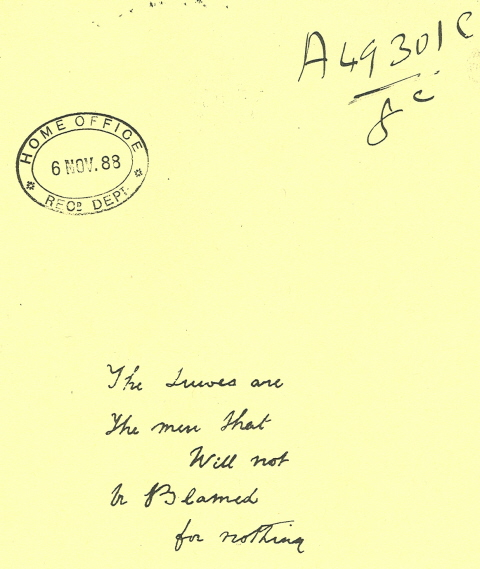
Facsimil del graffiti de Goulston Street según un informe de la Policía Metropolitana de Londres (documento recibido el por el Home Office).

El llamado graffiti de Goulston Street es uno de los varios elementos de la investigación del caso de las muertes de Whitechapel que tuvieron lugar en Londres (Inglaterra) hacia fines del siglo XIX. Descubierta en 1888, la inscripción se encontraba en un muro, cerca de un fragmento de género de ropa que era de una de las presuntas víctimas del asesino serial conocido con el mote de Jack el Destripador. Este graffiti, interpretado en principio como una acusación o un reproche contra los judíos, habría podido provocar tal vez, en esa época, un disturbio o pogromo en la zona donde fue encontrado, y probablemente por dicha razón un jerarca de la Policía Metropolitana de Londres llamado Charles Warren ordenó que se lo borrara del muro lo antes posible, ya que la gente podría pensar que estaba relacionado con el asesinato que acababa de ocurrir. Con posterioridad y analizado este elemento con más detenimiento, no pudo llegarse a ningún consenso ni sobre el vínculo presumido inicialmente con el asesinato, ni con la interpretación del texto del graffiti, lo que obviamente continuó alimentando las controversias y los debates.

## Descubrimiento
El descubrimiento del graffiti se sitúa en el contexto de los asesinatos de Whitechapel, una serie de muertes violentas ocurridas entre el 3 de abril de 1888 y el 13 de febrero de 1891 en el distrito de Whitechapel, en Londres, como consecuencia de las cuales once mujeres fueron las víctimas. Cinco de estas muertes son las llamadas "víctimas canónicas", pues son las que con más frecuencia se atribuyen a un único asesino serial, conocido por el mote de Jack el Destripador, y ellas son Mary Ann Nichols, Annie Chapman, Elizabeth Stride, Catherine Eddowes y Mary Jane Kelly.
La Policía Metropolitana de Londres (Metropolitan Police Service, MPS) descubrió el cuerpo de Catherine Eddowes en la noche del 30 de septiembre de 1888, en la calle Goulston, en el distrito de Whitechapel. Varios agentes también exploraron el vecindario a la búsqueda de sospechosos, de testigos o de indicios, y, hacia las 3 de la madrugada, el policía Alfred Long descubrió un fragmento de tela ensangrentada, en un pasaje que ligaba el 108 con el 109 de la calle Goulston, a alrededor de 500 m de la escena del crimen. Algo más tarde, pudo establecerse que este trozo de género provenía de la pollera de la víctima Catherine Eddowes. En proximidad a donde se encontró este fragmento de tela, y sobre un muro, se encontraba un mensaje escrito con tiza blanca, en el cual se leía un mensaje que decía (en inglés) "los judíos no serán culpados por nada". El jefe de la Policía Metropolitana de Londres, Charles Warren, mandó a borrar este graffiti, por temor a que pudiera provocar una revuelta antisemita.